# Tit Juni
Tit Juni (en llatí Titus Junius L. F.) va ser un magistrat romà contemporani de Sul·la.
Posseïa una certa habilitat oratòria, però no va poder tenir cap altra magistratura més enllà de tribú de la plebs, ja que quasi sempre estava malalt. Va acusar Publi Sexti, pretor designat l'any 100 aC, per haver comès suborn per guanyar les eleccions, i en va obtenir la condemna.